# رينيه فيلر
رينيه فيلر (بالهولندية: René Feller)‏ هو لاعب كرة قدم ومدرب كرة قدم هولندي، ولد في 23 ديسمبر 1942 في هورن في هولندا، وتوفي في 18 أغسطس 2019 في Zwaag ‏ في هولندا. لعب مع نادي الجيش الوطني الرواندي.